# Constel·lació de l'Indi
L'Indi (Indus) és una constel·lació de l'hemisferi sud. La regió que cobreix, prop del pol Sud celeste, és relativament pobra en estrelles i poques són visibles per l'ull nu.

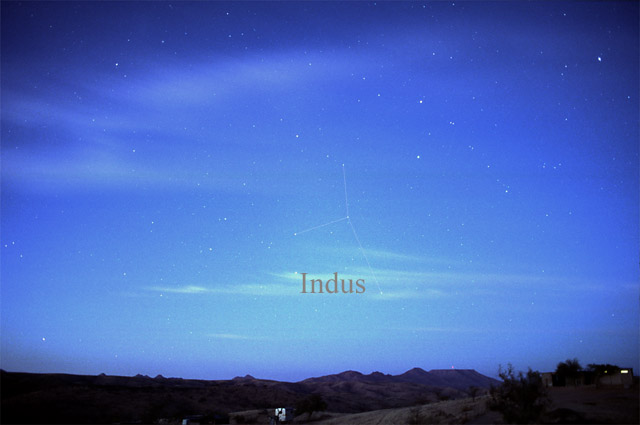
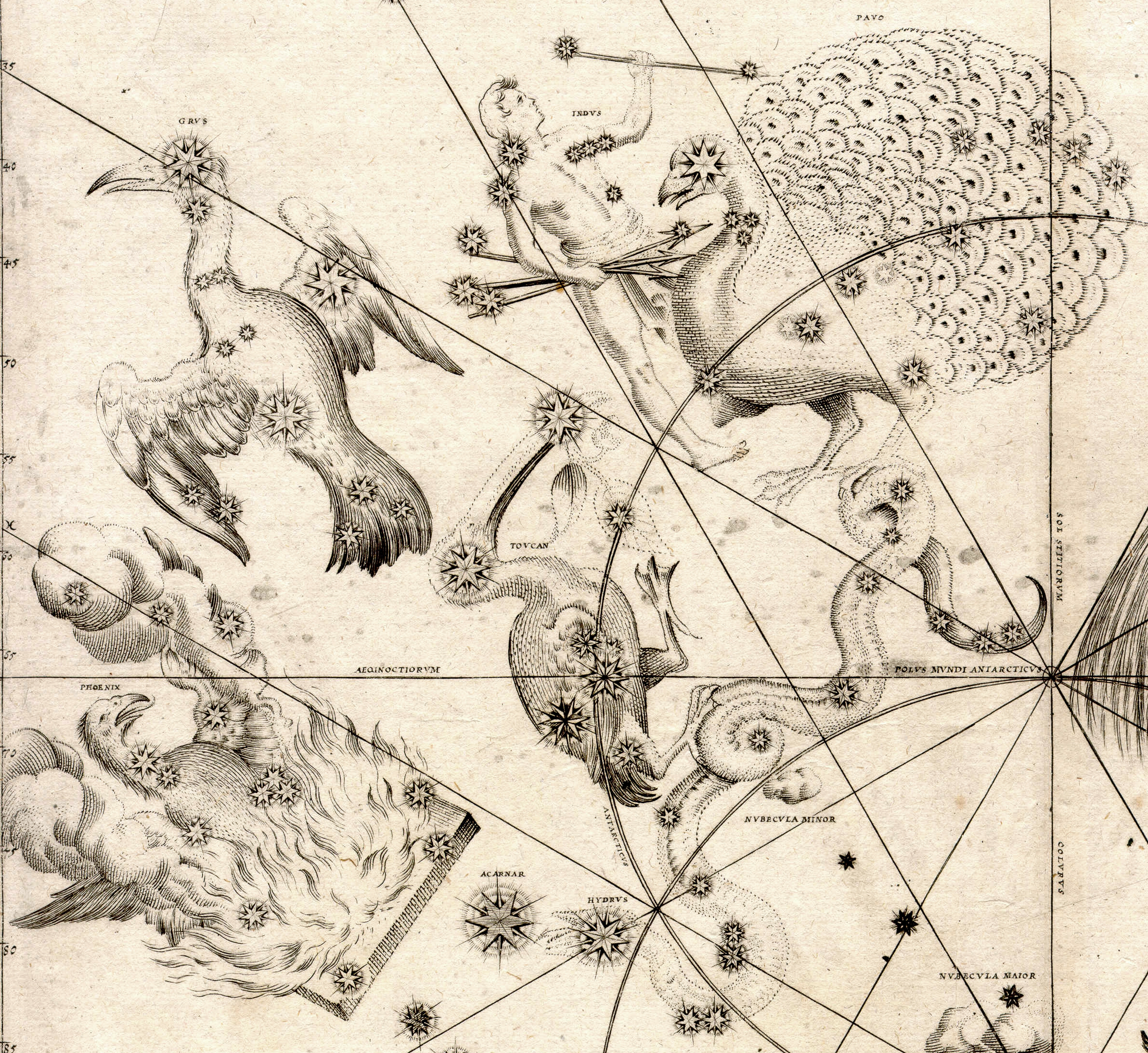